# Adns
GNU adns — бібліотека для виконання DNS-запитів, що розвивається проектом GNU. Пакет adns включає в себе Сі-бібліотеку і набір утиліт для виконання DNS-запитів в асинхронному режимі або з використанням подієво-орієнтованої моделі (Event-driven). 